# Jenseits der Mauern (1984)
Jenseits der Mauern (hebräisch מאחורי הסורגים, Me’Ahorei Hasoragim, wörtlich „Hinter den Gittern“, englischer Filmtitel Beyond the Walls) ist ein Film des israelischen Regisseurs Uri Barbash. Thema ist der Israel-Palästina-Konflikt im Rahmen eines Gefängnisses.

## Inhalt
Im Hochsicherheitstrakt eines israelischen Gefängnisses ist ein korrupter Sicherheitschef als Drogendealer tätig und schürt den Hass zwischen jüdischen und arabischen Gefangenen zu seinem Vorteil. Uri, nach einem bewaffneten Überfall für 12 Jahre in Haft, und Issam, als Fatah-Terrorist zu 50 Jahren verurteilt, werden als Anführer der jüdischen bzw. arabischen Seite respektiert. Nach einer Musikdarbietung im Gefängnis kommt ein jüdischer Insasse bei einer gewalttätigen Auseinandersetzung mit einem Palästinenser ums Leben. Als der Sicherheitschef Issams Zelle für den Vorfall verantwortlich macht, provoziert dies einen Kampf zwischen den beiden Seiten. Doron, der einzige jüdische Insasse in der arabischen Zelle, weigert sich, ein Dokument zu unterzeichnen, mit dem Issam der Mittäterschaft beschuldigt wird, und begeht Selbstmord. In einer Abschiedsnotiz schreibt er, dass seine Zelle keine Verantwortung für das Verbrechen trägt. Daraufhin treten Uri und Issam in einen gemeinsamen Hungerstreik.

## Kritiken
„Eindringlich und überzeugend inszeniertes Spiegelbild des israelisch-arabischen Konflikts mit völkerversöhnenden Absichten und einem mahnenden Aufruf zur Einstellung widersinnigen Fanatismus und mörderischer Vorurteile.“

## Auszeichnungen
Der Film wurde 1985 als bester fremdsprachiger Film für einen Oscar nominiert.